# Río Biebrza
El río Biebrza es un río de Polonia de la cuenca del río Vístula que discurre por la zona noreste del país, atraviesa el parque nacional de Biebrza y acaba desembocando en el río Narew.

## Descripción
El río Biebrza recorre 156,5 km desde su nacimiento hasta el río Narew. En su tramo inferior, tiene numerosos meandros y son frecuentes las inundaciones. Es un típico río de llanura, con una pendiente promedio de 10 cm por kilómetro. En su tramo medio tiene entre 50 y 60 metros de ancho. La superficie total de la cuenca es de 4057,4 km².
El valle del río Biebrza se extiende desde los 4 kilómetros de ancho en el tramo superior hasta los 15 kilómetros en el tramo inferior. El valle conforma el humedal más grande de Polonia, los pantanos de Biebrza y está cubierto por extensas áreas de musgo de turbera (Sphagnum).

## Galería de imágenes

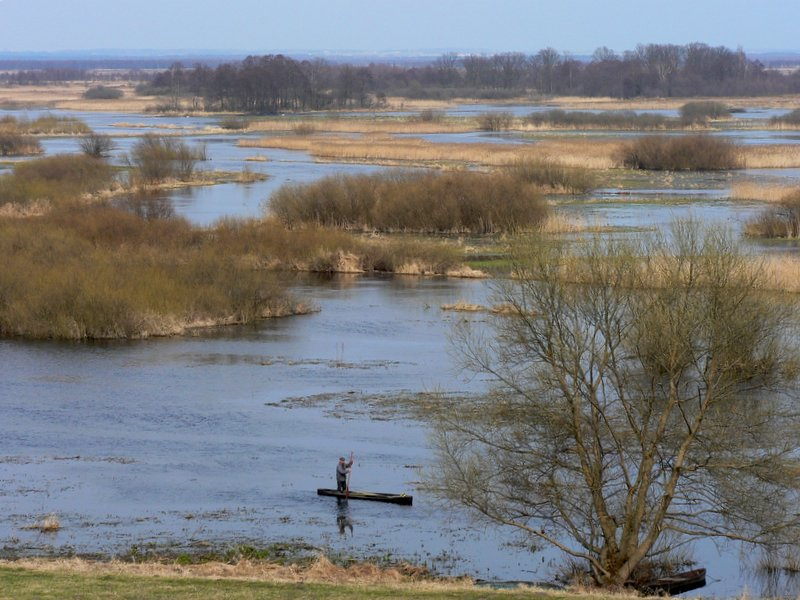
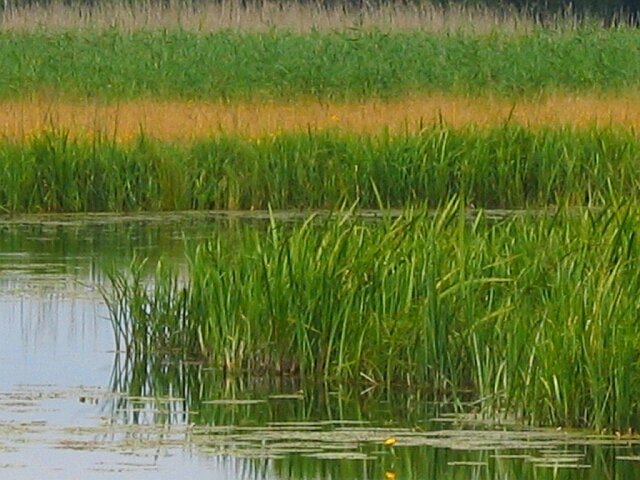
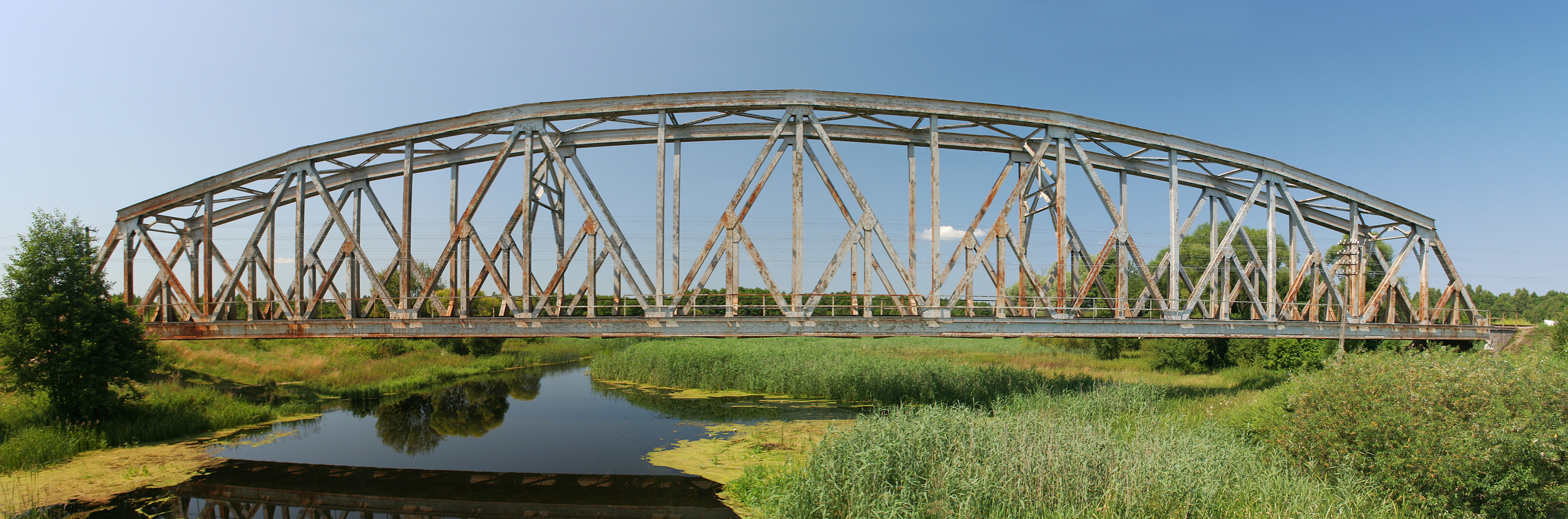